# 松浦發電所前站
松浦發電所前站（日语：／ Matsuura-Hatsudenshomae eki */?）是位於長崎縣松浦市志佐町白濱免，松浦鐵道的西九州線車站。尤如其名，車站鄰近松浦發電所（位於車站北邊）。

## 歷史
- 1989年（平成元年）3月11日 - 車站啟用[1]。

## 車站構造
車站是一座地面車站，設有1面1線的單式月台。此站是無人車站，沒有車站大樓，只有候車室。

## 車站周邊
車站北邊設有九州電力松浦發電所，東北方設有電源開發松浦火力發電所。車站附近幾乎沒有住宅。

## 使用狀況
以下為1日平均乘車人次列表：
| 乘車人員變化 | 乘車人員變化 |
| 年度         | 1日平均人次  |
| ------------ | ------------ |
| 1998         | 16           |
| 1999         | 15           |
| 2000         | 25           |
| 2001         | 20           |
| 2002         | 17           |
| 2003         | 11           |
| 2004         | 30           |
| 2005         | 19           |
| 2006         | 7            |
| 2007         | 17           |
| 2008         | 9            |
| 2009         | 10           |
| 2010         | 13           |

## 相鄰車站
松浦鐵道
西九州線
松浦－松浦發電所前－御廚

## 注腳
1. ↑  鈴木文彥（日语：鈴木文彦）. . 鐵道雜誌（日语：鉄道ジャーナル） (鐵道雜誌社（日语：鉄道ジャーナル社）). 2012-8, 46 (8): 106–111 （日语）.
2. ↑  長崎縣統計年鑑

## 外部連結
- 松浦發電所前站時間表 （页面存档备份，存于）（日語） - 松浦鐵道